# Haplotaxidae
Haplotaxidae – szeroko rozprzestrzeniona, prawdopodobnie kosmopolityczna rodzina pierścienic zaliczanych do skąposzczetów (Oligochaeta). Występują w wodach powierzchniowych, gruntowych i podziemnych – przede wszystkim w górskich wodach płynących, ale także w jeziorach i rzekach z czystą i dobrze natlenioną wodą, w wodach jaskiniowych, na obszarach błotnistych i w wilgotnej glebie. Zasięg występowania obejmuje Amerykę Północną, Eurazję, Afrykę Południową, Australię i Nową Zelandię.
Charakteryzują się dwiema parami jąder oraz jedną lub dwiema parami jajników. Ciało zwykle cienkie i długie, wyraźnie segmentowane, różowawe lub czerwonawe. 
Do Haplotaxidae zaliczany jest jeden rodzaj (Haplotaxis) obejmujący około 20 gatunków. W Polsce występuje gatunek typowy rodzaju:
- Haplotaxis gordioides

Jest spotykany w wodach południowej części kraju.